# Eurytoma scrophulariae
Eurytoma scrophulariae is een vliesvleugelig insect uit de familie Eurytomidae. De wetenschappelijke naam is voor het eerst geldig gepubliceerd in 1981 door Zerova.